# Hoedspruit
Hoedspruit (ruisseau du chapeau en afrikaans) est une petite ville agricole du Limpopo en Afrique du Sud, située entre le parc national Kruger et le Blyde River Canyon.

## Origine du nom
Il fait référence au chapeau qu'un fermier boer, Dawid Johannes Joubert, perdit dans une rivière qu'il baptisa Hoedspruit (l'actuelle Zandspruit). Le chapeau était à l'époque un couvre-chef indispensable pour se protéger du soleil. Il donna ce nom à la ferme qu'il développa au nord de la région d'Ohrigstad dans le Transvaal.

## Démographie
Selon le recensement de 2011, la commune de Hoedspruit compte 3 157 résidents dont 52,30% issus de la communauté blanche d'Afrique du Sud. Les communautés bantouphones représentent 39,40% des résidents. La langue maternelle dominante est l'Afrikaans (44,70%) suivi par l’anglais (19,73%), le Sepedi (11,69%) et le Xitsonga (6,20%).

## Éducation
Hoedspruit possède plusieurs écoles primaires et secondaires. 
- Laerskool Drakensig
- Hoespruit Christian School
- Southern Cross Schools
- Laerskool Mariepskop
- Hoedspruit Independent College
- Lowveld Academy
- Hoedsruit Secondary School

## Historique
Le premier propriétaire connu des terres de la ferme Hoedspruit est un boer nommé Dawid Johannes Joubert et arrivé dans le Lowveld en 1844.
En 1848, il enregistre sa propriété au bureau des terres de Ohrigstad plaçant ainsi officiellement Hoedspruit sur les cartes locales.

## Ressources locales

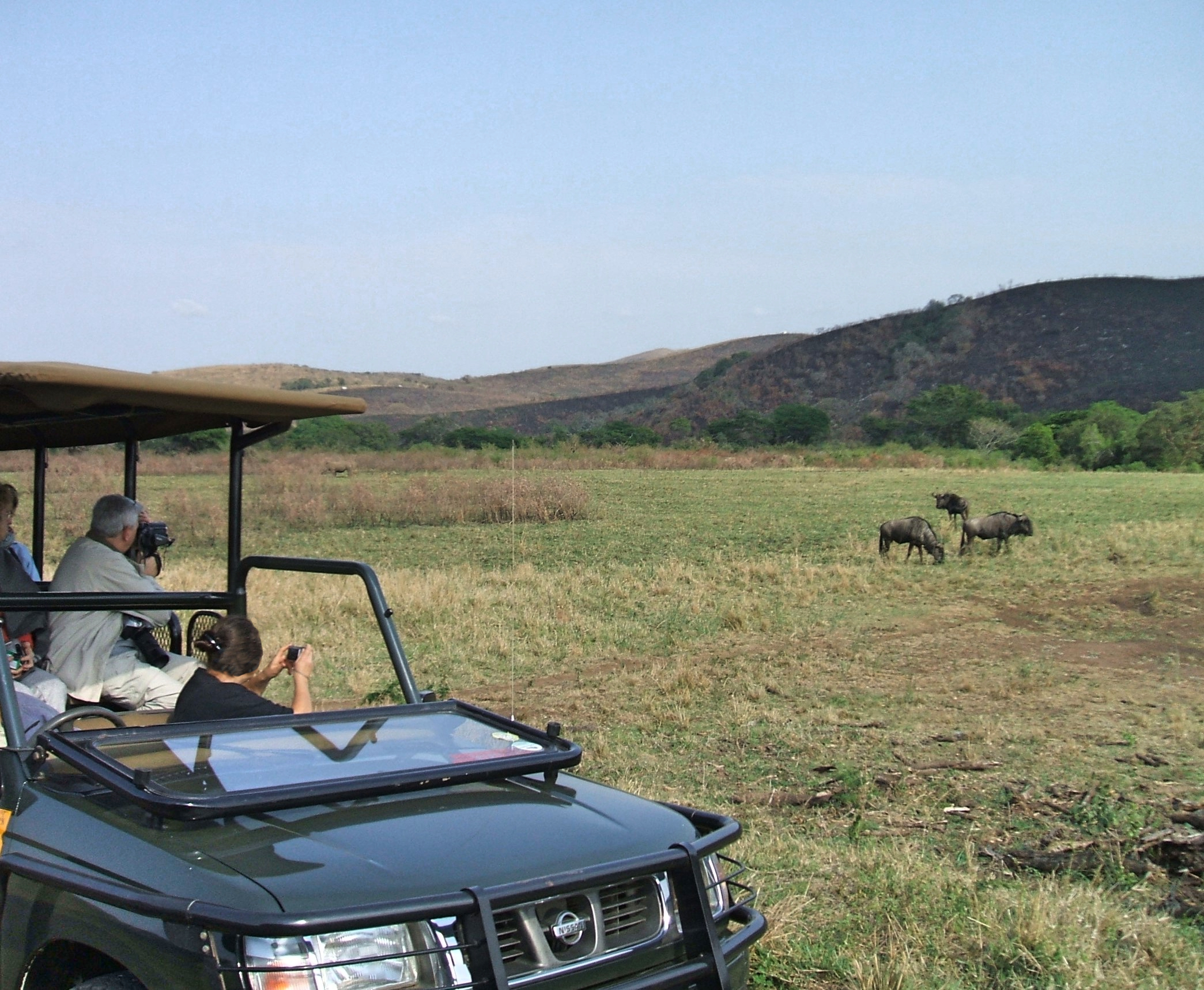
Observation de la faune à la Kapama Private Game Reserve.

Hoedspruit vit du tourisme et de ses activités agricoles. Elle bénéficie de la présence de nombreuses réserves animalières privées situées à proximité et de sites touristiques importants (entre autres, le Parc national Kruger, le Blyde River Canyon, le Moholoholo Wildlife Rehab Centre et le Hoedspruit Endangered Species Centre).
La région est aussi propice à l'agriculture (mangues, oranges, papayes, etc.).
Hoedspruit accueille également une base de la South African Air Force.
Hoedspruit héberge un journal, Kruger to Canyon.

## Transports
L'aérodrome d'Eastgate permet à Hoedspruit d'être accessible quotidiennement par avion depuis Johannesburg (1 heure de vol) et depuis Le Cap (2 heures quarante-cinq minutes ).
La gare de Hoedspruit est sur la ligne Tzaneen-Kaapmuiden.
Hoedspruit est accessible par route par la R531, la R40 et par la R527.